# World Basketball League 1992
La stagione WBL 1992 fu la quinta della World Basketball League. Parteciparono 10 squadre in un unico girone. Le squadre WBL incontrarono alcuni team internazionali in incontri validi per la regular season.
Rispetto alla stagione precedente si aggiunsero gli Hamilton Skyhawks, i Jacksonville Stingrays e i Winnipeg Thunder. I Memphis Rockers e i Nashville Stars scomparvero.
I Florida Jades e i Jacksonville Stingrays fallirono il 15 luglio. Seguirono gli Erie Wave e i Dayton Wings che scomparvero rispettivamente il 20 e il 31 luglio. Il 1º agosto l'intera lega dichiarò fallimento e la stagione si interruppe. I Dayton Wings, che detenevano il miglior record, vennero dichiarati campioni.

## Squadre partecipanti
- Calgary 88's
- Dayton Wings
- Erie Wave
- Florida Jades
- Halifax Windj.
- Hamilton Skyhawks
- Jacks. Stingrays
- Saskatc. Storm
- Winnipeg Thunder
- Youngstown Pride

## Classifiche
| Squadra                | V  | P  | %    | GB  |
| ---------------------- | -- | -- | ---- | --- |
| Dayton Wings C         | 26 | 7  | 78,8 | -   |
| Calgary 88's           | 22 | 12 | 64,7 | 4,5 |
| Youngstown Pride       | 22 | 13 | 62,9 | 5   |
| Halifax Windjammers    | 19 | 14 | 57,6 | 7   |
| Hamilton Skyhawks      | 17 | 17 | 50,0 | 9,5 |
| Winnipeg Thunder       | 15 | 22 | 40,5 | 13  |
| Saskatchewan Storm     | 12 | 21 | 36,4 | 14  |
| Florida Jades          | 9  | 10 | 47,4 |     |
| Erie Wave              | 12 | 16 | 42,9 |     |
| Jacksonville Stingrays | 5  | 14 | 26,3 |     |
| International Teams    | 4  | 60 | 6,7  |     |

## Vincitore
| Campione WBL 1992        |
| ------------------------ |
| Dayton Wings (2º titolo) |